# 5171 Авґустесен
5171 Авґустесен (5171 Augustesen) — астероїд головного поясу, відкритий 8 вересня 1988 року.
Тіссеранів параметр щодо Юпітера — 3,489.